# Rivalidade franco-alemã

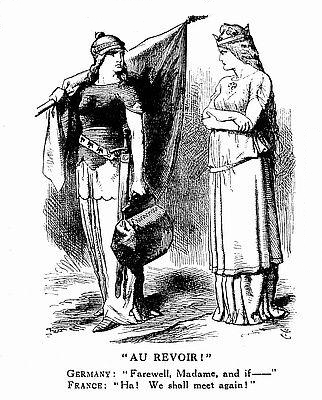
"Au Revoir!" (Adeus!), charge de John Tenniel para a revista Punch em 6 de agosto de 1881.

Inimizade franco-alemã ( franco-alemã )  ( em francês: Rivalité franco-allemande, em alemão: Deutsch–französische Erbfeindschaft) foi a ideia de relações inevitavelmente hostis e revanchismo mútuo entre alemães (incluindo austríacos) e franceses que surgiu no século XVI e se tornou popular com a Guerra Franco-Prussiana de 1870-1871. Foi um fator importante na unificação da Alemanha (excluindo a Áustria , na Primeira Guerra Mundial e terminou após a Segunda Guerra Mundial, quando, sob a influência da Guerra Fria, a Alemanha Ocidental e a França tornaram-se parte da OTAN e da Comunidade Europeia do Carvão e do Aço.

## Supostas origens
A rivalidade e as diferenças culturais entre os gauleses e as tribos germânicas – as culturas pré-romanas que gradualmente evoluíram para a França e a Alemanha – foram observadas por Júlio César em seu livro Sobre a Guerra das Gálias.
Romanos, cartagineses e muitas outras culturas frequentemente empregavam membros de tribos gaulesas como guias e tradutores. Os gauleses frequentemente invadiam o território romano, de forma mais espetacular em 390/387 a.C. (390 a.C. sendo o ano tradicional e 387 a.C. um ano provável), tomando a própria Roma após a Batalha de Ália e aceitando um resgate considerável pela libertação da cidade. A própria Gália tinha importância estratégica tanto por sua posição geográfica quanto por ser uma fonte de receita, mercenários e escravos.

As tribos germânicas, por outro lado, permaneceram mais isoladas e fragmentadas. A Alemanha ficava mais distante do domínio romano e era bem protegida pelas fortes barreiras naturais dos Alpes, dos rios Reno e Danúbio e pelas densas florestas. Portanto, o Império Romano em expansão voltou sua atenção primeiro para a Gália, culminando na conquista da Gália por Júlio César na década de 50 a.C.
Devido à sua maior proximidade com Roma e aos obstáculos geográficos menos formidáveis, Roma conseguiu consolidar seu controle sobre a Gália. Durante os três séculos seguintes, até a Crise do Terceiro Século, a Gália foi parte integrante do Império Romano. A Gália gradualmente se romanizou, seu povo adotou costumes romanos e fundiu suas próprias línguas indígenas com o latim para produzir o francês antigo, que durante a Idade Média evoluiu para o francês.

A Germânia, por outro lado, nunca foi totalmente romanizada. A Alemanha Ocidental, conhecida pelos romanos como Germânia, não foi integrada ao Império até o século I d.C., e os romanos desistiram de tentar conquistar e romanizar a metade oriental da Alemanha após a desastrosa Batalha da Floresta de Teutoburgo.
As diferenças culturais entre os gauleses e os germânicos conspiraram com a extensão dramaticamente diferente da romanização para estabelecer as duas culturas como entidades distintas e discretas durante o final do Império Romano e o início da Idade Média. Os francos, uma tribo germânica, abandonaram grande parte do legado linguístico e cultural de seus ancestrais germânicos após terem conquistado a Gália e, com o tempo, tornaram-se distintos de outras tribos germânicas mais próximas do Reno e a leste do Reno.

O Império Carolíngio estabelecido em 800 por Carlos Magno alcançou uma unidade política transitória, mas a morte do filho de Carlos Magno, Luís, o Piedoso, marcou seu fim, já que em 843 o reino carolíngio foi dividido em três partes pelo Tratado de Verdun. A efêmera Frância Média, a fraca parte central sob o imperador Lotário I, logo foi dividida novamente. A parte norte da Lotaríngia, em ambos os lados da fronteira linguística, tornou-se um ponto de discórdia entre os reinos ocidentais e orientais, que se desenvolveram nas nações modernas da França e da Alemanha.
A França manteve um papel geopolítico muito mais voltado para o exterior durante a Idade Média, travando guerras contra espanhóis e ingleses que acabaram definindo a identidade da nação como uma unidade politicamente integrada e discreta, e ocupando um papel importante como a maior, mais poderosa e mais populosa nação cristã da Europa. Por essas razões, o francês gradualmente suplantou o latim como a língua comum da diplomacia e cultura internacionais. A Alemanha, por outro lado, permaneceu mais voltada para dentro.
A rápida ascensão da Prússia no século XIX e, depois de 1871, no início do século XX, do Império Alemão, mesmo sem a Áustria, alterou o equilíbrio de poder entre as duas nações. Isso deu origem a uma mudança existencial na natureza do relacionamento deles, cada vez mais definida pelo nacionalismo moderno mutuamente hostil. Escritores, historiadores e políticos de ambos os países tendiam a projetar sua inimizade para trás, consideravam toda a história como uma narrativa única, coerente e ininterrupta de conflito em andamento e reinterpretavam a história anterior para se encaixar no conceito de "inimizade hereditária".

## A França e os Habsburgos

Territórios de Carlos V em torno do Reino da França.

Em 1477, o arquiduque de Habsburgo Maximiliano I da Áustria, filho do imperador Frederico III, casou-se com Maria, a Rica, filha única do duque da Borgonha, Carlos, o Temerário. Frederico e Carlos haviam arranjado o casamento pouco antes do duque ser morto na Batalha de Nancy.
Seus ancestrais da Casa Francesa de Valois-Borgonha, ao longo dos séculos, adquiriram uma coleção de territórios em ambos os lados da fronteira da França com o Sacro Império Romano. Ela se estendia da Borgonha propriamente dita, no sul, até os Países Baixos, no norte, assemelhando-se um pouco à Frância Média medieval. Ele tinha planos de elevar as terras da Borgonha ao status de reino (recriando o Reino da Lotaríngia), mas morreu na Batalha de Nancy (1477). Após a morte do duque, o rei Luís XI da França tentou confiscar sua herança como feudos revertidos, mas foi derrotado por Maximiliano na Batalha de Guinegate (1479), que pelo Tratado de Senlis de 1493 anexou os territórios da Borgonha, incluindo Flandres, bem como Artois de língua francesa e afirmou a posse do Condado da Borgonha (Franche-Comté).

Maximiliano, Sacro Imperador Romano desde 1493, também conseguiu casar seu filho Filipe, o Belo, com Joana de Castela, herdeira da Coroa de Castela e da Coroa de Aragão. Seu neto, o Imperador Carlos V, herdou os Países Baixos e o Franco-Condado em 1506; quando ele e sua mãe também herdaram a Espanha em 1516, a França estava cercada pelos territórios dos Habsburgos e se sentia pressionada. A tensão resultante entre as duas potências causou uma série de conflitos, como as Guerras Italianas ou a Guerra da Sucessão Espanhola, até que a Revolução Diplomática de 1756 os tornou aliados contra a Prússia.
A Guerra dos Trinta Anos (1618–1648) foi um conflito complexo que ocorreu dentro e ao redor do Sacro Império Romano, com causas religiosas, estruturais e dinásticas. A França interveio neste conflito tanto indiretamente, em grande parte, mas não exclusivamente, ao lado de várias potências protestantes intervenientes, quanto diretamente a partir de 1635. A Paz de Vestfália de 1648 deu à França controle limitado sobre a Alsácia e a Lorena. Os Tratados de Nijmegen  de 1679 consolidaram esse resultado ao colocar as cidades sob controle francês. Em 1681, a França ocupou Estrasburgo.
Enquanto isso, o crescente Império Otomano muçulmano se tornou uma séria ameaça à Áustria cristã. O Vaticano iniciou a chamada Liga Santa contra o "inimigo hereditário" da Europa cristã ("Erbfeind christlichen Namens"). Longe de se juntar ou apoiar o esforço comum da Áustria, Brandemburgo-Prússia, outros Estados alemães e Polônia, a França, sob o comando de Luís XIV, invadiu os Países Baixos espanhóis em setembro de 1683, poucos dias antes da Batalha de Viena. Enquanto a Áustria e os outros Estados alemães estavam ocupados com a Grande Guerra Turca (1683–1699), a França iniciou a Guerra da Grande Aliança (1688–1697). A tentativa de conquistar grandes partes do sul da Alemanha acabou fracassando quando as tropas alemãs foram retiradas da fronteira otomana e transferidas para a região. Entretanto, após uma política de terra arrasada que causou grande protesto público na época, as tropas francesas, sob o comando do famoso General Ezéchiel du Mas, Conde de Mélac, devastaram grandes partes do Palatinado, Baden e Württemberg, incendiando e arrasando inúmeras cidades e vilas no sul da Alemanha.
No decorrer da Guerra dos Sete Anos e tendo em vista a ascensão do Reino da Prússia, que havia concluído o Tratado de neutralidade de Westminster com o Império Britânico, os franceses, sob o comando do rei Luís XV, realinharam sua política externa. A Revolução Diplomática instigada pelo chanceler austríaco Wenzel Anton Kaunitz, em 1756, pôs fim à inimizade franco-Habsburgo.

## França e Prússia

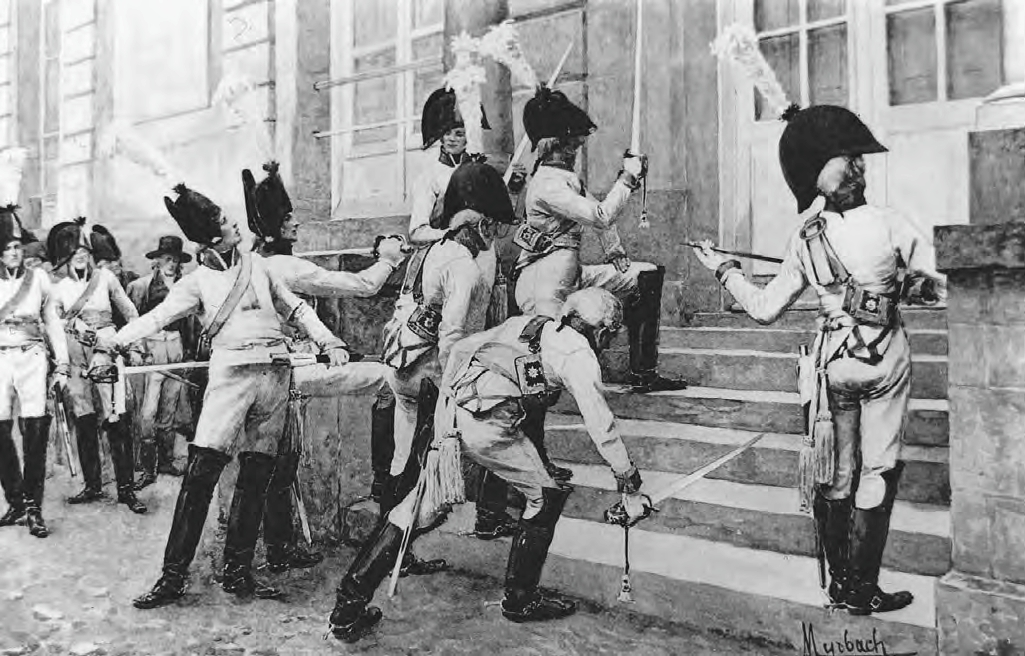
Oficiais da Gardes du Corps prussiana de elite, desejando provocar a Guerra da Quarta Coalizão, afiam ostensivamente suas espadas nos degraus da embaixada francesa em Berlim, no outono de 1806.

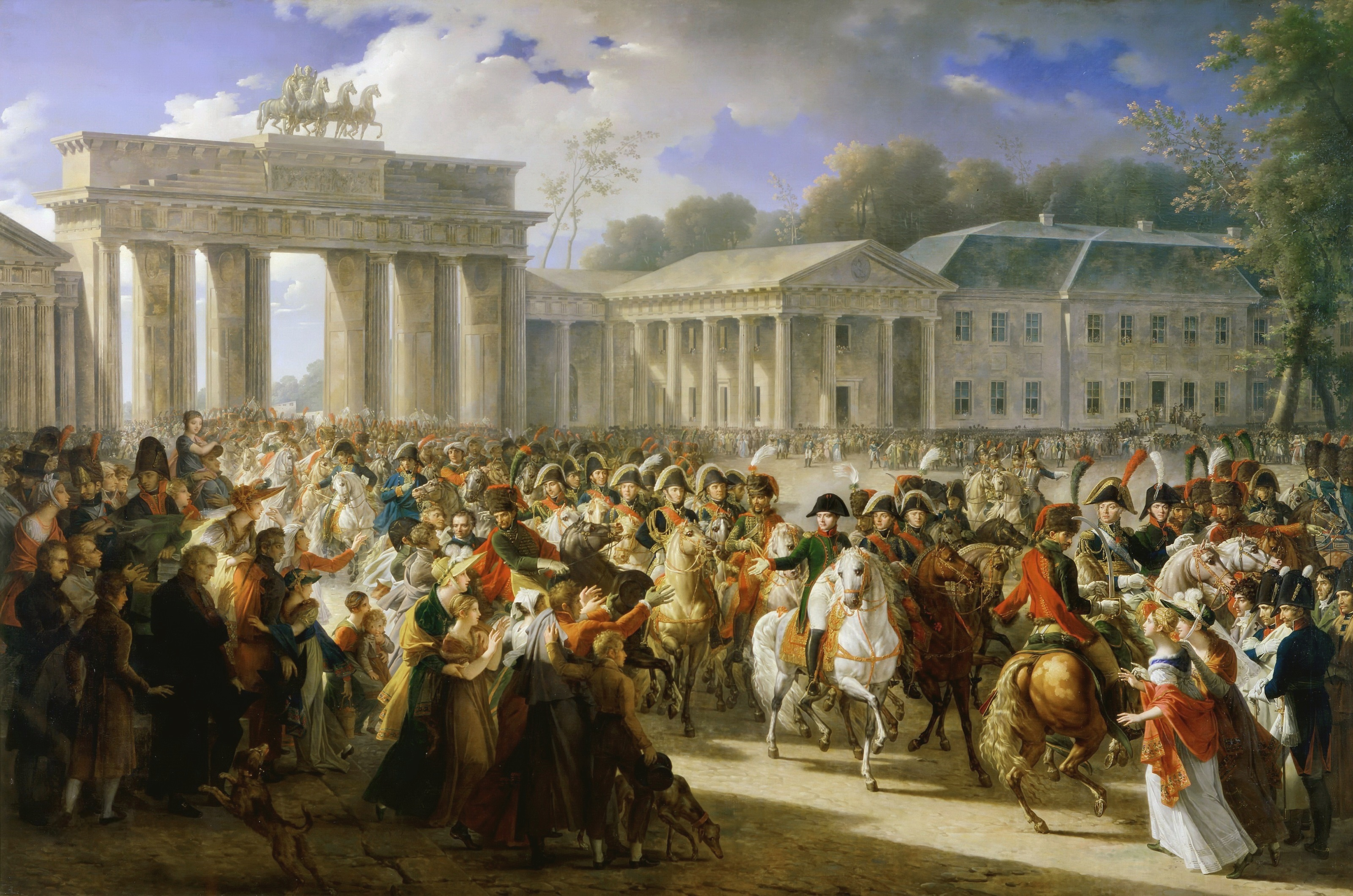
Entrada de Napoleão em Berlim por Charles Meynier, 1810. Tropas francesas entrando em Berlim após a Batalha de Jena em 1806. Início simbólico da inimizade franco-alemã.

A Revolução Diplomática como uma aliança entre a França, o Império Habsburgo e a Rússia se manifestou em 1756 no Tratado de Versalhes e na subsequente Guerra dos Sete Anos contra a Prússia e a Grã-Bretanha. Embora um Estado-nação alemão estivesse no horizonte, as lealdades da população alemã fora da Prússia eram principalmente com Estados menores. A guerra francesa contra a Prússia foi justificada por seu papel como garantidora da Paz de Vestfália de 1648, e a França estava lutando ao lado da maioria dos Estados alemães, incluindo a Áustria dos Habsburgos.
A população civil ainda considerava a guerra como um conflito entre suas autoridades e distinguia as tropas menos pelo lado em que lutavam do que pela forma como tratavam a população local. Os contatos pessoais e o respeito mútuo entre oficiais franceses e prussianos não cessaram completamente enquanto eles lutavam entre si, e a guerra resultou em um grande intercâmbio cultural entre os ocupantes franceses e a população alemã.

A percepção da guerra começou a mudar após a Revolução Francesa. A mobilização em massa para as Guerras Revolucionárias e o início da formação de Estados-nação na Europa fizeram com que a guerra se tornasse cada vez mais um conflito entre povos, em vez de um conflito entre autoridades realizado às custas de seus súditos.
Na Batalha de Austerlitz (1805), Napoleão I pôs fim ao milenar Sacro Império Romano no ano seguinte. Um ano depois, na Batalha de Jena, as forças francesas esmagaram os exércitos prussianos. Duas semanas depois de Jena, Napoleão conquistou quase toda a Prússia, exceto a área ao redor de Königsberg. O Exército Prussiano, antes considerado invencível, foi combatido quase até o ponto da liquidação total. Essa humilhação levou filósofos alemães - como Clausewitz, Fichte e Arndt - a desempenhar um papel importante no desenvolvimento do nacionalismo alemão. Isso levou políticos (como Stein e Hardenberg) a reformar a Prússia para adaptar seu país ao novo mundo trazido pela Revolução Francesa.
O Sistema Continental levou Napoleão a incorporar diretamente áreas de língua alemã, como Hamburgo, ao seu Primeiro Império Francês. Napoleão reformulou o mapa da Alemanha com a criação da Confederação do Reno, que incluía Estados vassalos governados diretamente por membros da família Bonaparte (como o Reino da Vestfália e o Grão-Ducado de Berg) e Estados aliados que aproveitaram o protetorado francês para aumentar seu território e poder (como o Reino da Baviera e o Reino da Saxônia).
As Guerras Napoleônicas, muitas vezes travadas na Alemanha e com alemães de ambos os lados, como na Batalha das Nações em Leipzig, também marcaram o início do que foi explicitamente chamado de inimizade hereditária franco-alemã. O nacionalismo alemão moderno nasceu em oposição ao domínio francês de Napoleão. Na reformulação do mapa da Europa após a derrota de Napoleão, a maioria dos territórios de língua alemã na Renânia, adjacente à França, foram colocados sob o domínio da Prússia e o restante foi governado pela Baviera e pelo Grão-Ducado de Hesse.

## Século XIX

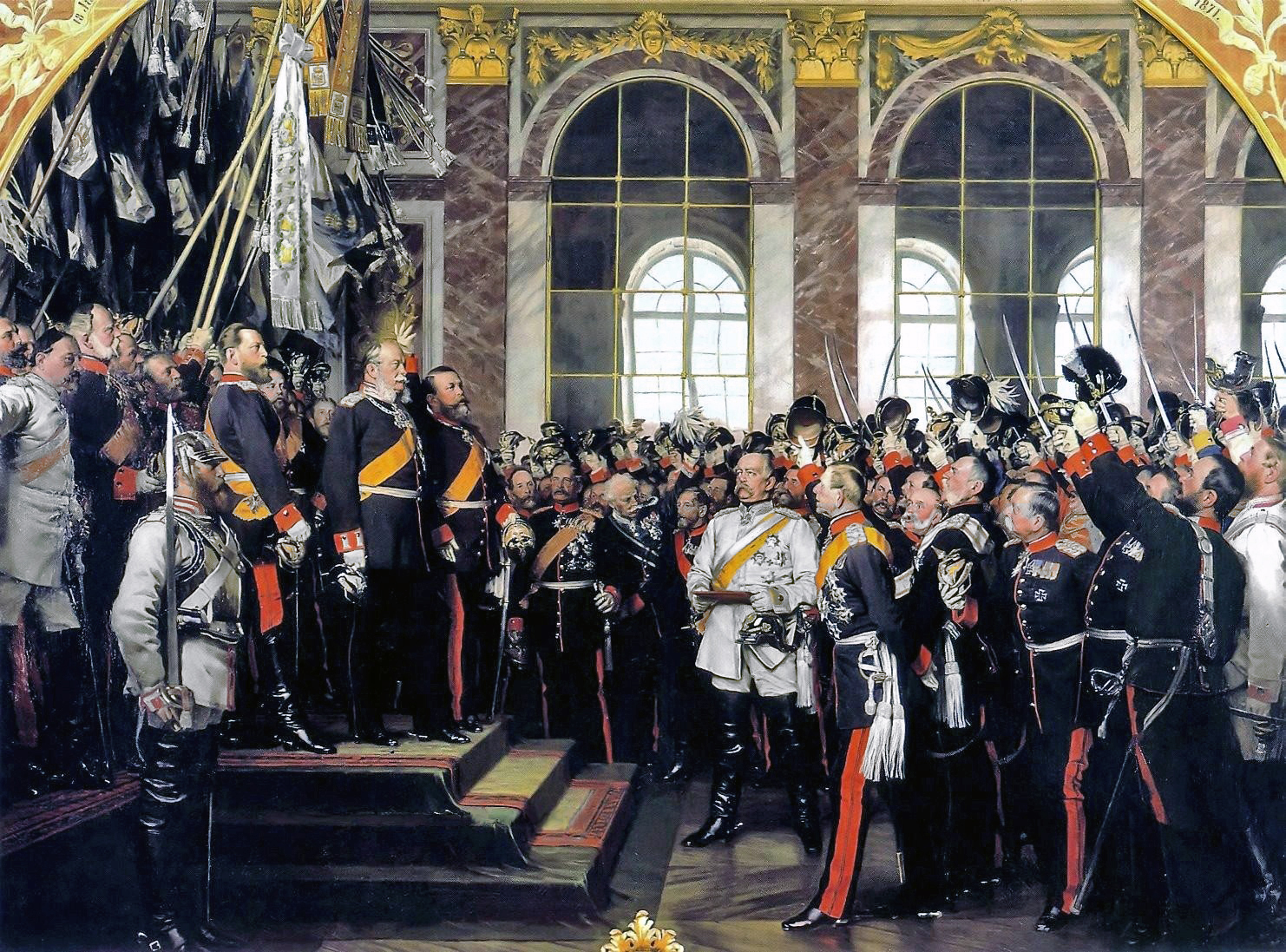
Proclamação do Império Alemão no Salão dos Espelhos de do Palácio de Versalhes.

Durante a primeira metade do século XIX, muitos alemães esperavam uma unificação da maioria ou de todos os Estados alemães, mas a maioria dos líderes alemães e as potências estrangeiras se opunham a isso. O movimento nacionalista alemão acreditava que uma Alemanha unida (mesmo sem a Áustria) substituiria a França como potência terrestre dominante na Europa Ocidental. Esse argumento foi auxiliado pelas mudanças demográficas: desde a Idade Média, a França teve a maior população da Europa Ocidental, mas no século XIX, sua população estagnou (uma tendência que continuou até a segunda metade do século XX), e a população dos Estados alemães a ultrapassou e continuou a aumentar rapidamente.

## Guerra Franco-Prussiana

Uma pintura de 1887 retratando meninos franceses ensinados a não esquecer as províncias perdidas da Alsácia e da Lorena.

A unificação da Alemanha, excluindo a Áustria, foi desencadeada pela Guerra Franco-Prussiana em 1870 e pela derrota francesa. As forças da Prússia e de outros Estados alemães (excluindo a Áustria) esmagaram os exércitos franceses na Batalha de Sedan. Finalmente, o Tratado de Frankfurt, alcançado após um longo cerco a Paris, forçou a França a ceder o território da Alsácia-Lorena (composto pela maior parte da Alsácia e um quarto da Lorena), cuja maioria dos habitantes falava dialetos alemães. A França teve que pagar uma indenização de cinco bilhões de francos ao recém-declarado Império Alemão. Depois disso, o Império Alemão substituiu a França como a principal potência terrestre. Sob o governo de Otto von Bismarck, a Alemanha estava contente: tinha tudo o que queria, de modo que seu principal objetivo era a paz e a estabilidade. Entretanto, quando parecia que a Alemanha venceria decisivamente no final de 1870, a opinião pública alemã exigiu que ela humilhasse a França; o Exército Alemão favoreceu a anexação para criar fronteiras mais defensáveis. Bismarck cedeu relutantemente — os franceses nunca esqueceriam ou perdoariam, ele calculou erroneamente, então ele poderia muito bem tomar as províncias. A política externa da Alemanha caiu em uma armadilha sem saída. A única política que fazia sentido era tentar isolar a França para que ela não tivesse aliados fortes. No entanto, a França complicou os planos de Berlim quando se tornou amiga da Rússia. Em 1905, um plano alemão para uma aliança com a Rússia fracassou porque a Rússia estava muito próxima da França.

## Final do século XIX e início do século XX

### Tensões dos imigrantes
No final do século XIX e no início do século XX, existia ressentimento entre muitas populações vizinhas de franco- americanos e germano-americanos, refletindo tensões étnicas no continente europeu.

## As Guerras Mundiais

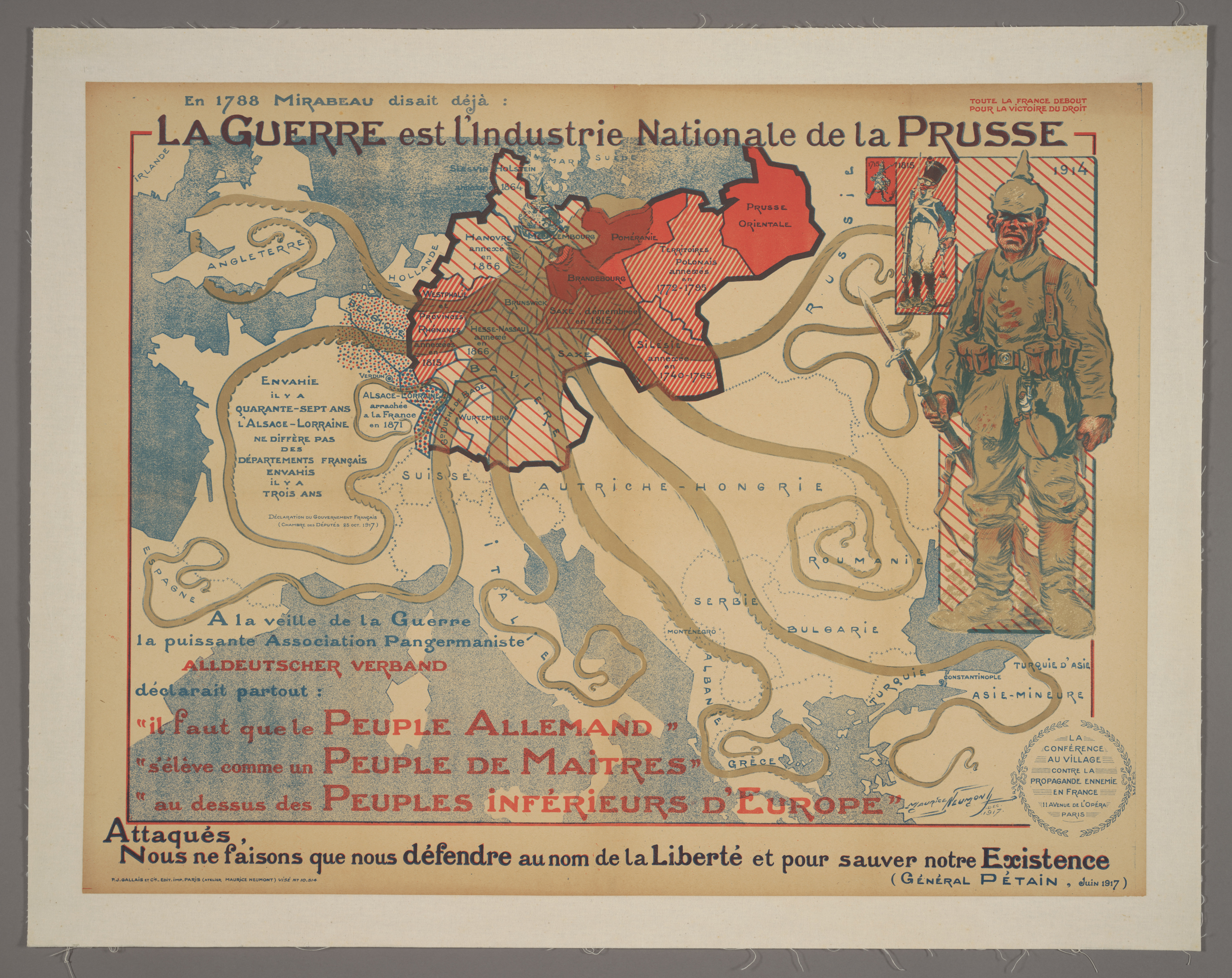
Um cartaz de propaganda francês de 1917 retrata a Prússia como um polvo esticando seus tentáculos competindo pelo controle. A legenda traz uma citação do século XVIII: "Mesmo em 1788, Mirabeau dizia que a guerra é a indústria nacional da Prússia".

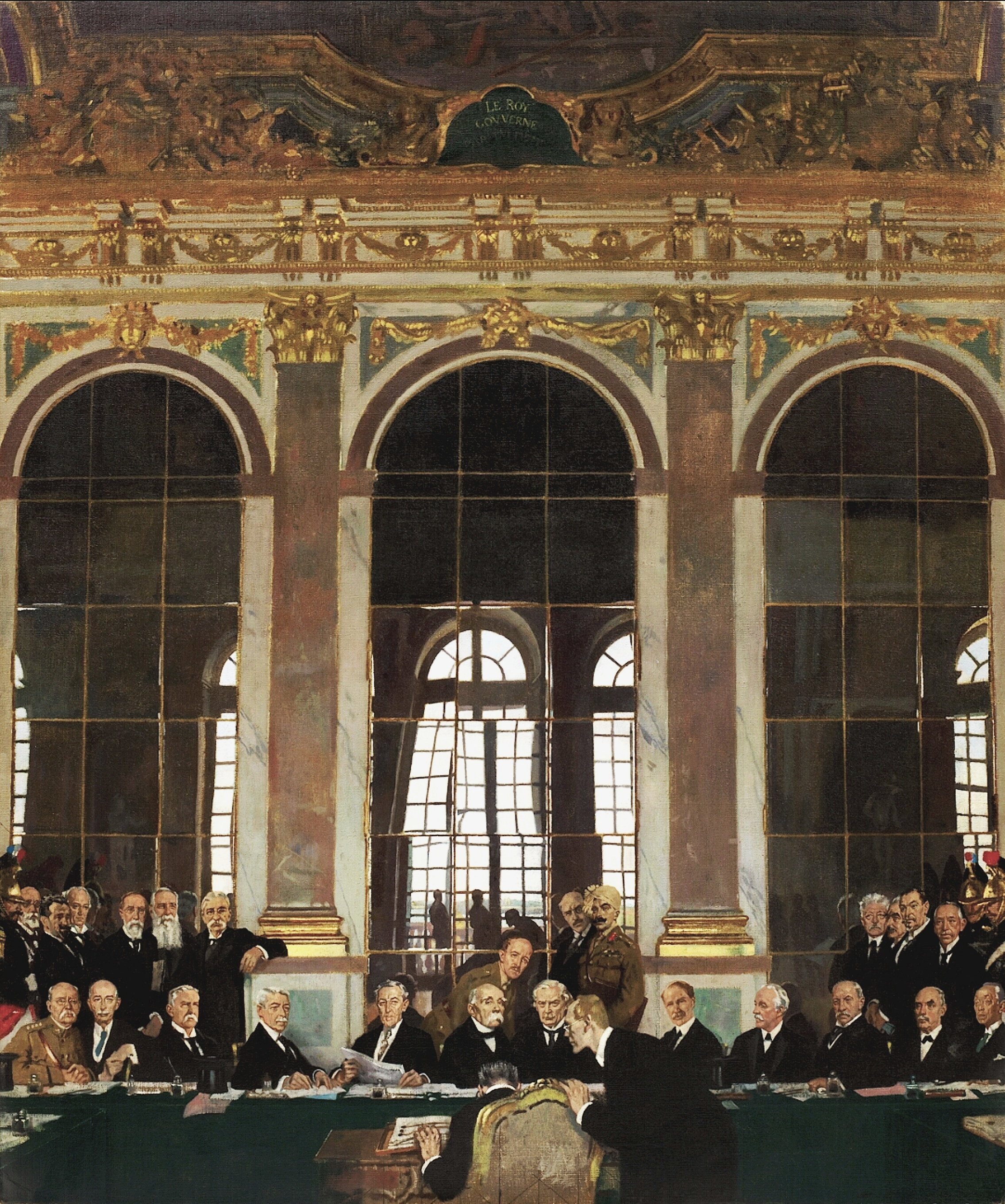
A assinatura do Tratado de Versalhes no Salão dos Espelhos, 28 de junho de 1919.

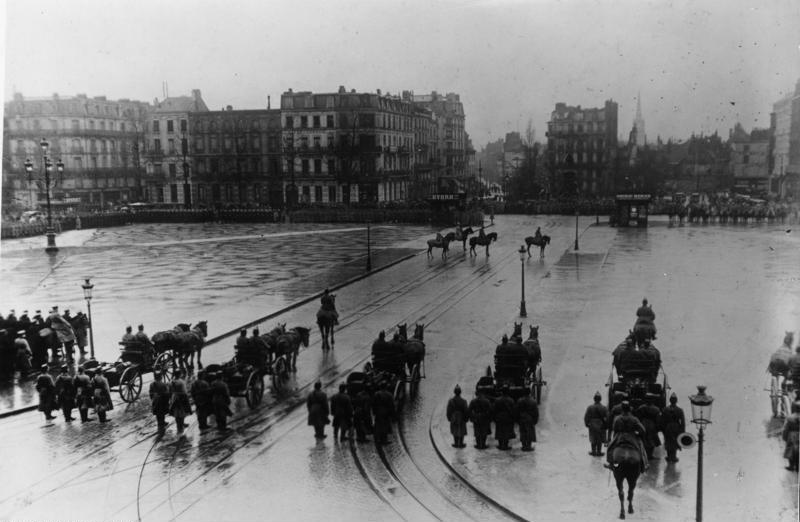
Tropas alemãs realizando um desfile militar na Praça da República em Lille, na Frente Ocidental, em 1915.

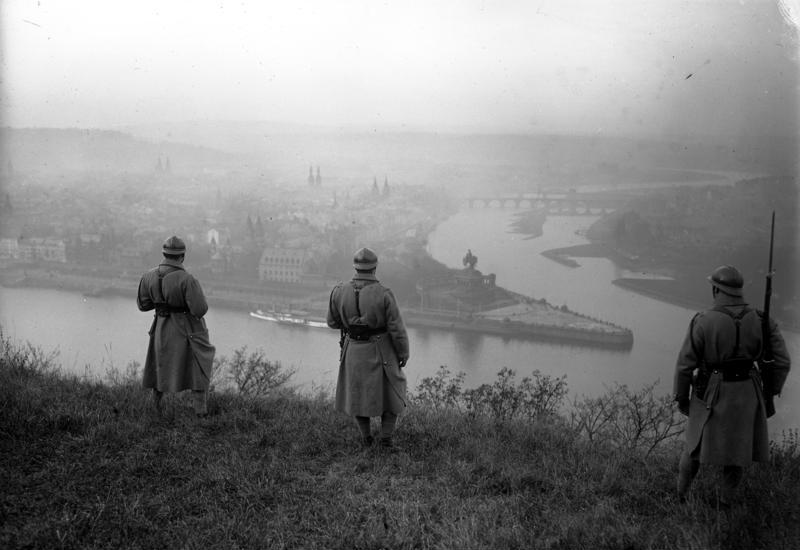
Tropas francesas observando o Reno em Deutsches Eck, Koblenz, durante a ocupação da Renânia.

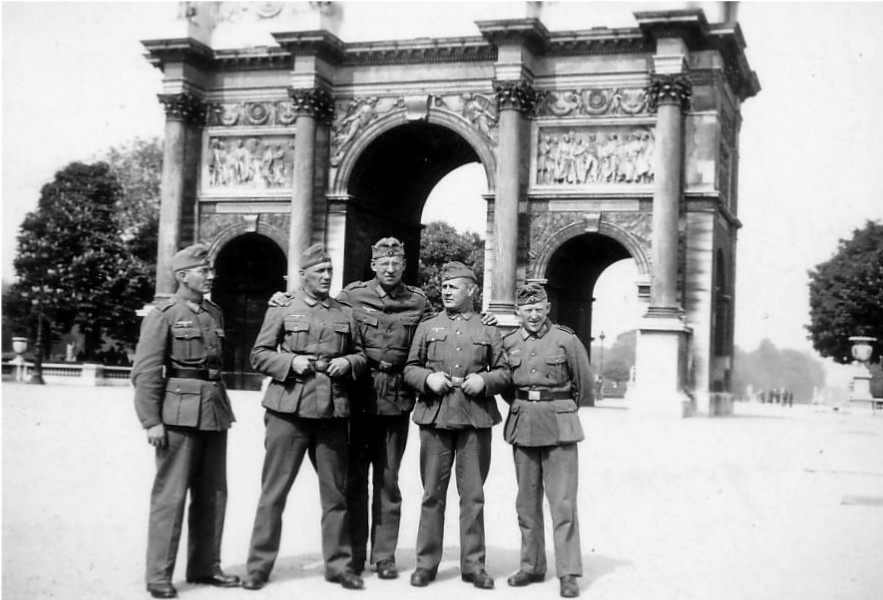
Soldados alemães da Wehrmacht em frente ao Arco do Triunfo do Carrossel, na Paris ocupada, em 1940.

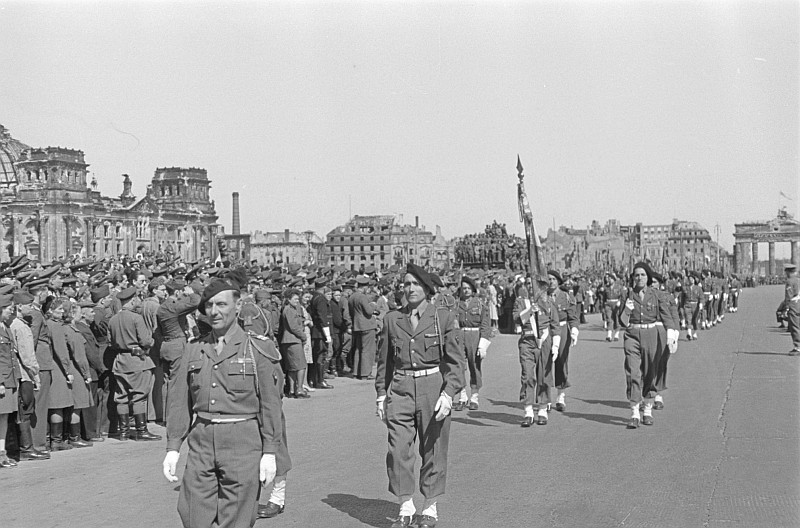
Forças de ocupação francesas desfilando em frente ao Reichstag de Berlim no final da Segunda Guerra Mundial.

O desejo de vingança (em francês:  esprit de revanche) contra a Alemanha e as exigências pela recuperação das "províncias perdidas" da Alsácia e da Lorena eram frequentemente ouvidos na década de 1870. A reação francesa de curto prazo após 1871 foi o revanchismo: um sentimento de amargura, ódio e exigência de vingança contra a Alemanha, e exigência de devolução das duas províncias perdidas. Pinturas que enfatizavam a humilhação da derrota foram muito procuradas, como as de Alphonse de Neuville. No entanto, a opinião da elite francesa mudou depois de cerca de cinco anos. As elites estavam agora calmas e consideravam isso uma questão menor. A questão da Alsácia-Lorena foi um tema secundário depois de 1880, e republicanos e socialistas sistematicamente minimizaram a questão. JFV Keiger diz: "Na década de 1880, as relações franco-alemãs eram relativamente boas". O retorno não se tornou um objetivo de guerra francês até depois do início da Primeira Guerra Mundial.
A vitória dos Aliados em 1918 viu a França reconquistar a Alsácia-Lorena e retomar brevemente sua antiga posição como principal potência terrestre no continente europeu. A França foi a principal proponente de duras condições de paz contra a Alemanha na Conferência de Paz de Paris. Como a guerra foi travada principalmente em solo francês, ela destruiu grande parte da infraestrutura e da indústria no norte da França, e a França sofreu o maior número de baixas proporcionalmente à população. Grande parte da opinião francesa queria que a Renânia, a parte da Alemanha a oeste do Reno e adjacente à fronteira nordeste da França, e o antigo foco da ambição francesa, fosse separada da Alemanha como um país independente. No final, os americanos e os britânicos forçaram-nos a aceitar a promessa de que a Renânia seria desmilitarizada e que seriam cobrados pesados pagamentos de reparação à Alemanha.

No remoto extremo leste do Império Alemão, o território de Memel foi separado do resto da Prússia Oriental e ocupado pela França antes de ser anexado pela Lituânia. A Áustria, que havia sido reduzida aproximadamente às suas áreas de língua alemã, excluindo os Sudetos (as áreas predominantemente habitadas por alemães nas terras tchecas) e o Tirol do Sul, foi proibida de se reunir aos seus antigos Estados companheiros do Sacro Império Romano ao se unir à Alemanha. Em resposta à falha alemã em pagar reparações sob o Tratado de Versalhes em 1923, a França retornou com a ocupação da área do Ruhr na Alemanha, o centro da produção alemã de carvão e aço, até 1925. Além disso, o Comitê Olímpico Internacional, dominado pelos franceses, baniu a Alemanha dos Jogos Olímpicos de 1920 e 1924, o que ilustra o desejo francês de isolar a Alemanha.
Pelos termos de Versalhes, o exército francês tinha o direito de ocupar a Renânia até 1935, mas na verdade os franceses se retiraram em junho de 1930. Como várias das unidades francesas estacionadas na Renânia entre dezembro de 1918 e junho de 1930 foram recrutadas nas colônias africanas da França, isso promoveu uma campanha violenta contra o chamado "Horror Negro no Reno", já que o governo alemão e vários grupos de base alemães alegaram que as unidades senegalesas no exército francês estavam estuprando mulheres alemãs brancas em escala industrial. Numerosos autores alemães compararam a França, o “inimigo hereditário no Reno”, ao ter deliberadamente lançado os senegaleses — que eram sempre retratados como animais ou crianças maliciosas — para violarem mulheres alemãs. Nas palavras do historiador americano Daniel Becker, a campanha contra o "Horror Negro no Reno" centrou-se em "contos de violência sexual contra mulheres alemãs, burguesas e brancas que muitas vezes beiravam o pornográfico" e a campanha contra o "Horror Negro" por vários autores alemães e simpatizantes internacionais associados "desencadeou uma retórica de violência e nacionalismo radical que, como alguns estudiosos argumentaram, lançou as bases para um amplo apoio aos vários projetos raciais do regime nazista". Além disso, a campanha contra o "Horror Negro no Reno" serviu para fortalecer a demanda para que a Alemanha se tornasse a Volksgemeinschaft (Comunidade Popular), porque somente se unindo na Volksgemeinschaft a Alemanha poderia novamente se tornar forte o suficiente para esmagar a França e acabar com o "Horror Negro".
No entanto, o Reino Unido e os Estados Unidos não apoiaram essas políticas, que foram vistas como muito pró-França. A Alemanha logo se recuperou economicamente e, a partir de 1933, sob o comando de Adolf Hitler, começou a adotar uma política agressiva na Europa. Enquanto isso, a França, na década de 1930, estava cansada, politicamente dividida e, acima de tudo, temia outra guerra, que os franceses temiam que fosse travada novamente em seu solo pela terceira vez e que novamente destruiria uma grande porcentagem de seus jovens. A população estagnada da França significava que seria difícil conter a força numérica de uma invasão alemã; estimou-se que a Alemanha poderia colocar em campo dois homens em idade militar para cada soldado francês. Assim, na década de 1930, os franceses, com seus aliados britânicos, seguiram uma política de apaziguamento da Alemanha, falhando em responder à remilitarização da Renânia, embora isso colocasse o exército alemão em uma extensão maior da fronteira francesa.
Finalmente, porém, Hitler empurrou a França e a Grã-Bretanha longe demais, e elas declararam guerra em conjunto quando a Alemanha invadiu a Polônia em 1º de setembro de 1939. Mas a França continuou exausta e sem disposição para uma repetição de 1914-18. Havia pouco entusiasmo e muito medo na França diante da perspectiva de uma guerra real. Após a Guerra de Mentira, quando os alemães lançaram sua invasão relâmpago na França em 1940, o exército francês desmoronou em poucas semanas e, com a Grã-Bretanha recuando, uma atmosfera de humilhação e derrota tomou conta da França.

Um novo governo sob o comando do Marechal Philippe Pétain pediu um armistício, e as forças alemãs ocuparam a maior parte do país. Uma minoria das forças francesas escapou para o exterior e continuou a luta sob o comando do General Charles de Gaulle (os "Franceses Livres" ou "Franceses Combatentes"). Por outro lado, a Resistência Francesa conduziu operações de sabotagem dentro da França ocupada pelos alemães. Para apoiar a invasão da Normandia em 1944, vários grupos aumentaram seus ataques de sabotagem e guerrilha; organizações como os Maquis descarrilaram trens, explodiram depósitos de munição e emboscaram alemães, por exemplo, em Tulle. A 2ª Divisão Panzer SS Das Reich sofreu constantes ataques e sabotagens em seu caminho através do país para a Normandia, suspeitou que a vila de Oradour-sur-Glane abrigava terroristas, armas e explosivos, e exterminou a população em retaliação.
Havia também um exército francês livre lutando contra os Aliados, totalizando quase 500.000 homens em junho de 1944, 1.000.000 em dezembro e 1.300.000 no final da guerra. No final da guerra, o exército francês ocupou o sudoeste da Alemanha e parte da Áustria. Tropas francesas sob o comando do General Jean de Lattre de Tassigny destruíram e saquearam a cidade de Freudenstadt, na região sul da Floresta Negra (em alemão:  Schwarzwald): por 3 dias perpetraram pelo menos 600 estupros de mulheres alemãs de todas as idades. Também foram registrados vários assassinatos de civis. Violações em massa cometidas por tropas francesas também foram relatadas nas cidades de Pforzheim, Stuttgart, Magstadt e Reutlingen.
Quando as forças aliadas libertaram a Normandia e a Provença em agosto de 1944, uma rebelião vitoriosa surgiu na Paris ocupada e a alegria nacional explodiu, assim como um turbilhão de ódio direcionado ao povo francês que havia colaborado com os alemães. Alguns alemães feitos prisioneiros foram mortos pela resistência.

## Relações pós-guerra

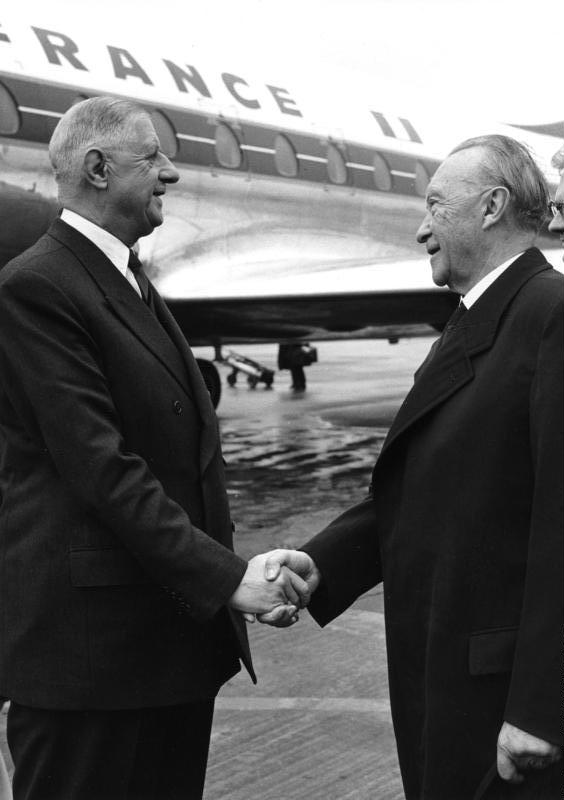
Charles de Gaulle e Konrad Adenauer em 1961.

Houve um debate entre os outros Aliados sobre se a França deveria participar da ocupação da Alemanha derrotada devido aos temores de que a longa rivalidade franco-alemã pudesse interferir na reconstrução da Alemanha. Por fim, os franceses foram autorizados a participar e, de 1945 a 1955, tropas francesas ficaram estacionadas na Renânia, Baden-Württemberg e parte de Berlim, e essas áreas foram colocadas sob um governador militar francês. O Protetorado do Sarre foi autorizado a se reunir à Alemanha Ocidental somente em 1957. Kehl foi transformada em um subúrbio de Estrasburgo. Após a guerra, todos os cidadãos foram expulsos de Kehl. Essa situação continuou até 1953, quando a cidade foi devolvida à República Federal da Alemanha e os refugiados retornaram.

Na década de 1950, os franceses e os alemães-ocidentais iniciaram um novo período de cooperação franco-alemã que levou à formação da União Europeia. Desde então, a França e a Alemanha (unificada em 1990) têm cooperado de modo geral na gestão da União Europeia e, muitas vezes, em questões de política externa em geral. Por exemplo, eles se opuseram conjuntamente à invasão do Iraque pelos EUA em 2003, levando o Secretário de Defesa dos EUA, Donald Rumsfeld, a agrupá-los como "Velha Europa".

## Cronologia
- 843: Tratado de Verdun: divisão do Sacro Império Romano de Carlos Magno em um reino da Francônia Ocidental (fundação da França), um reino central (Lorena) e um reino da Francônia Oriental (fundação da Alemanha).
- 1214: Batalha de Bouvines
- 1250–1300: A política territorial ofensiva de Filipe IV da França contra o Sacro Império Romano
- 1477: Após a morte de Carlos I, Duque da Borgonha, o território do Ducado da Borgonha foi anexado pela França. No mesmo ano, a filha de Carlos, Maria da Borgonha, casou-se com o Arquiduque Maximiliano da Áustria, dando aos Habsburgos o controle do restante da herança da Borgonha. Embora o próprio Ducado da Borgonha permanecesse nas mãos da França, os Habsburgos permaneceram no controle das outras partes da herança da Borgonha, principalmente os Países Baixos e o Condado Livre da Borgonha.
  - 1477–82: Guerra da Sucessão Borgonhesa
- 1485-1488: Os Habsburgos apoiaram a Guerra Louca.
- 1513: Batalha das Esporas
- 1618–48: Guerra dos Trinta Anos
- 1667–68: Guerra de Devolução
- 1672–78: A Guerra Franco-Holandesa entre a Holanda e a França se expande para um conflito europeu em 1673-74
- 1683–84: Guerra das Reuniões
- 1688: Guerra da Grande Aliança
- 1688–1702: Esechiel du Mas, Conde de Mélac segue uma política de morte e destruição no sudoeste da Alemanha - "Brûlez le Palatinat" - e inúmeras cidades, vilas e aldeias foram reduzidas a cinzas
- 1701–14: Guerra da Sucessão Espanhola entre as Casas de Bourbon e Habsburgo
- 1718: Guerra da Quádrupla Aliança
- 1733–35: Guerra de Sucessão Polonesa entre as Casas de Bourbon e Habsburgo
- 1740–48: Guerra da Sucessão Austríaca → principais antagonistas: França e Grã-Bretanha
- 1754 and 1756–63: Guerra dos Sete Anos → Prússia, Grã-Bretanha e Hanover contra França, Áustria, Império Russo, Suécia e Saxônia
- 1775–83: Guerra Revolucionária Americana
- 1792–1815: Guerras Revolucionárias Francesas
- 1792–97: Guerra da Primeira Coalizão: Prússia e Áustria, desde 1793 também Grã-Bretanha, Espanha, Holanda, Sardenha, Nápoles e Toscana contra a República Francesa. Ocupação francesa da Renânia.
- 1794: Sacro Império Romano e França, ocupação francesa dos Países Baixos Austríacos (1795–1806 República Batava)
- 1799–1815: Guerras Napoleônicas
- 1803–06: Guerra da Terceira Coalizão: a França encerra o Sacro Império Romano.
- 1806–07: Guerra da Quarta Coalizão: Prússia, Eleitorado da Saxônia, Saxônia-Weimar e Brunswick contra o Império Francês. Todas as batalhas franco-prussianas foram vitórias francesas de Napoleão I (incluindo a Batalha de Jena–Auerstedt), resultando na ocupação da Prússia pelos Tratados de Tilsit. A Prússia foi conquistada pela França em apenas 19 dias.
- 1813: Batalha das Nações
- 1840: Crise do Reno: O Reno foi um objeto histórico de problemas de fronteira entre a França e a Alemanha; em 1840, a crise do Reno evoluiu, porque o primeiro-ministro francês, Adolphe Thiers, começou a falar sobre a fronteira do Reno.
- 1848: As revoluções de 1848 tomam conta dos Estados alemães depois que o liberalismo francês se torna popular entre os camponeses alemães.
- 1870–71: Guerra Franco-Prussiana: A derrota de Napoleão III levou à unificação da Alemanha, excluindo a Áustria, no Império Alemão sob liderança prussiana.
- 1914–18: Primeira Guerra Mundial: travada principalmente em trincheiras na França
- 1923–30: Ocupação francesa do Ruhr.
- 1939–40: Batalha da França: Vitória da Alemanha Nazista sobre os Aliados (França, Grã-Bretanha et al). A França foi conquistada pela Alemanha em apenas 1 mês e 12 dias.
- 1940–42: A parte norte da França metropolitana é ocupada pela Alemanha após o Segundo Armistício em Compiègne. Criação da França de Vichy.
- 1942–44: Após o desembarque anglo-americano no norte da África francesa, a parte sul da França é ocupada pela Alemanha.
- 1944–45: Após o desembarque dos Aliados na Normandia e na Provença (incluindo as forças da França Livre), um governo francês de Vichy no exílio é criado na Alemanha Ocidental, o enclave de Sigmaringen.
- 1945: A derrota da Alemanha durante a Segunda Guerra Mundial levou à ocupação francesa de partes da Alemanha Ocidental (e Berlim)
- 1963: Tratado do Eliseu de amizade entre a França e a Alemanha Ocidental, assinado pelo presidente Charles de Gaulle e pelo chanceler Konrad Adenauer.

## Lgações externas
- Aide-mémoire sobre a separação das regiões industriais da Alemanha (8 de setembro de 1945) Relações franco-alemãs. CVCE.eu
- França, Alemanha e a luta pelos recursos naturais bélicos da Renânia
- A inimizade franco-alemã no New York Times
- Fäßler, Peter: Der Rhein, Deutschlands Strom, nicht seine Grenze

Predefinição:France-Germany relations